# Liga Premier de Hong Kong 2020-21
La Liga Premier de Hong Kong 2020-21 fue la séptima temporada de la Liga Premier de Hong Kong, la máxima categoría del fútbol en Hong Kong. La temporada comenzó el 21 de noviembre, y finalizó con la última jornada, que se disputó el 30 de mayo de 2021.
La liga fue disputada por ocho equipos, dos menos que la temporada anterior: siete equipos de la temporada 2019-20 y un equipo promovido de la Primera División de Hong Kong 2019-20. El Kitchee SC parte como defensor del título.

## Equipos participantes
Equipos ordenados alfabéticamente. En cursiva los ascendidos a la categoría.
| Equipo            | Estadio                        | Ciudad        | Capacidad |
| ----------------- | ------------------------------ | ------------- | --------- |
| Eastern           | Estadio Mong Kok               | Kowloon       | 6.664     |
| Happy Valley      | Sham Shui Po Sports Ground     | Kowloon       | 2.194     |
| Hong Kong Pegasus | Estadio Yuen Lon               | Yuen Lon      | 4.932     |
| Hong Kong Rangers | Hammer Hill Road Sports Ground | Diamond Hill  | 2.200     |
| Kitchee           | Estadio Mong Kok               | Kowloon       | 6.664     |
| Lee Man           | Tseung Kwan O Sports Ground    | Tseung Kwan O | 3.500     |
| Resources Capital | Tsing Yi Sports Ground         | Tsing Yi      | 1.500     |
| Southern District | Aberdeen Sports Ground         | Aberdeen      | 4.000     |

## Temporada regular

### Tabla de posiciones
| Pos. | Equipo            | Pts. | PJ | G  | E | P  | GF | GC | Dif. | Clasificación            |
| ---- | ----------------- | ---- | -- | -- | - | -- | -- | -- | ---- | ------------------------ |
| 1    | Kitchee           | 34   | 14 | 10 | 4 | 0  | 29 | 9  | +20  | Ronda por el campeonato  |
| 2    | Eastern           | 31   | 14 | 9  | 4 | 1  | 33 | 12 | +21  | Ronda por el campeonato  |
| 3    | Hong Kong Pegasus | 25   | 14 | 8  | 1 | 5  | 20 | 17 | +3   | Ronda por el campeonato  |
| 4    | Lee Man           | 21   | 14 | 6  | 3 | 5  | 26 | 19 | +7   | Ronda por el campeonato  |
| 5    | Southern District | 12   | 14 | 3  | 3 | 8  | 24 | 30 | −6   | Ronda por la permanencia |
| 6    | Resources Capital | 12   | 14 | 4  | 0 | 10 | 11 | 35 | −24  | Ronda por la permanencia |
| 7    | Hong Kong Rangers | 11   | 14 | 2  | 5 | 7  | 14 | 23 | −9   | Ronda por la permanencia |
| 8    | Happy Valley      | 9    | 14 | 1  | 6 | 7  | 14 | 26 | −12  | Ronda por la permanencia |

Actualizado a los partidos jugados el 11 de mayo de 2021.
 Fuente: Soccerway

### Tabla de resultados cruzados
| Local \ Visitante | EAS | HVA | HKP | HKR | KIT | LEE | RES | SOU |
| ----------------- | --- | --- | --- | --- | --- | --- | --- | --- |
| Eastern           | —   | 2–1 | 0–0 | 3–3 | 0–1 | 3–2 | 5–0 | 2–1 |
| Happy Valley      | 1–1 | —   | 1–4 | 2–1 | 1–3 | 1–4 | 0–1 | 1–1 |
| Hong Kong Pegasus | 0–1 | 1–0 | —   | 2–0 | 1–2 | 1–2 | 3–2 | 0–4 |
| Hong Kong Rangers | 1–3 | 2–2 | 0–2 | —   | 0–0 | 1–0 | 0–1 | 1–2 |
| Kitchee           | 1–1 | 1–1 | 2–0 | 3–1 | —   | 2–2 | 3–0 | 4–1 |
| Lee Man           | 2–3 | 0–0 | 1–3 | 0–0 | 0–2 | —   | 4–0 | 2–1 |
| Resources Capital | 0–5 | 3–0 | 0–1 | 1–2 | 0–3 | 1–5 | —   | 1–0 |
| Southern District | 0–5 | 3–3 | 2–3 | 3–3 | 1–2 | 1–2 | 4–1 | —   |

## Ronda por el campeonato
| Pos. | Equipo                | Pts. | PJ | G  | E | P | GF | GC | Dif. | Clasificación 2022                   |
| ---- | --------------------- | ---- | -- | -- | - | - | -- | -- | ---- | ------------------------------------ |
| 1    | Kitchee (C)           | 37   | 17 | 11 | 4 | 2 | 32 | 12 | +20  | Liga de Campeones 2022               |
| 2    | Eastern               | 34   | 17 | 10 | 4 | 3 | 38 | 16 | +22  | Copa AFC 2022                        |
| 3    | Lee Man               | 30   | 17 | 9  | 3 | 5 | 34 | 19 | +15  |                                      |
| 4    | Hong Kong Pegasus (D) | 28   | 17 | 9  | 1 | 7 | 23 | 27 | −4   | Desciende a Primera División 2021-22 |

Actualizado a los partidos jugados el 23 de mayo 2021.
 Fuente: 

## Ronda por la permanencia
| Pos. | Equipo            | Pts. | PJ | G | E | P  | GF | GC | Dif. | Clasificación 2021-22                |
| ---- | ----------------- | ---- | -- | - | - | -- | -- | -- | ---- | ------------------------------------ |
| 1    | Southern District | 16   | 17 | 4 | 4 | 9  | 29 | 35 | −6   |                                      |
| 2    | Hong Kong Rangers | 16   | 17 | 3 | 7 | 7  | 25 | 28 | −3   |                                      |
| 3    | Resources Capital | 15   | 17 | 5 | 0 | 12 | 15 | 49 | −34  |                                      |
| 4    | Happy Valley (D)  | 13   | 17 | 2 | 7 | 8  | 25 | 33 | −8   | Desciende a Primera División 2021-22 |

Actualizado a los partidos jugados el 30 de mayo de 2021.
 Fuente: 

## Goleadores
| Posición | Jugador                           | Club              | Goles |
| -------- | --------------------------------- | ----------------- | ----- |
| 1        | Dejan Damjanović                  | Kitchee           | 17    |
| 2        | Givanilton Martins Ferreira       | Lee Man           | 13    |
| 3        | Alessandro Ferreira Leonardo      | Eastern           | 12    |
| 3        | James Ha                          | Southern District | 12    |
| 5        | Stefan Pereira                    | Southern District | 9     |
| 6        | Marcos Antônio da Silva Gonçalves | Hong Kong Pegasus | 7     |
| 7        | Lucas Espindola da Silva          | Eastern           | 6     |
| 7        | Robert Odu                        | Happy Valley      | 6     |
| 7        | Nilson dos Santos                 | Hong Kong Pegasus | 6     |
| 7        | Felipe Sá                         | Resources Capital | 6     |
| 11       | Fernando Augusto Azevedo Pedreira | Eastern           | 5     |
| 11       | Walter Soarez                     | Hong Kong Rangers | 5     |
| 13       | Kim Seung-yong                    | Lee Man           | 4     |
| 13       | Manuel Gavilán Morales            | Kitchee           | 4     |
| 13       | Jared Lum                         | Eastern           | 4     |
| 13       | Lo Kwan Yee                       | Hong Kong Rangers | 4     |
| 13       | Mikael Severo Burkatt             | Happy Valley      | 4     |
| 13       | Sun Ming Him                      | Hong Kong Pegasus | 4     |
| 13       | Augusto Neto                      | Hong Kong Rangers | 4     |
| 13       | Luciano Silva da Silva            | Happy Valley      | 4     |
| 13       | Lam Hok Hei                       | Hong Kong Rangers | 4     |
| 22       | Michaël N'dri                     | Lee Man           | 3     |
| 22       | Everton Camargo                   | Eastern           | 3     |
| 22       | Matt Orr                          | Kitchee           | 3     |
| 22       | Manolo Bleda                      | Lee Man           | 3     |
| 22       | Kota Kawase                       | Southern District | 3     |
| 22       | Charlie Scott                     | Happy Valley      | 3     |
| 22       | Lee Hong Lim                      | Lee Man           | 3     |
| 29       | Li Ngai Hoi                       | Kitchee           | 2     |
| 29       | Eduardo Praes                     | Eastern           | 2     |
| 29       | Matthew John Cahill               | Southern District | 2     |
| 29       | Carles Tena                       | Resources Capital | 2     |
| 29       | Chung Wai Keung                   | Eastern           | 2     |
| 29       | Serhiy Shapoval                   | Lee Man           | 2     |
| 29       | Clayton Michel Afonso             | Eastern           | 2     |
| 29       | Yuen Sai Kit                      | Happy Valley      | 2     |
| 29       | Philip Chan Siu Kwan              | Hong Kong Rangers | 2     |
| 29       | Wong Chun Ho                      | Lee Man           | 2     |
| 29       | Shu Sasaki                        | Southern District | 2     |
| 29       | Chu Wai Kwan                      | Happy Valley      | 2     |
| 41       | Yiu Ho Ming                       | Hong Kong Rangers | 1     |
| 41       | Jonathan Acosta                   | Lee Man           | 1     |
| 41       | Fernando Lopes                    | Hong Kong Rangers | 1     |
| 41       | Kessi Isac dos Santos             | Hong Kong Pegasus | 1     |
| 41       | Raúl Baena                        | Kitchee           | 1     |
| 41       | Cleiton Velasquez                 | Kitchee           | 1     |
| 41       | Lam Hin Ting                      | Happy Valley      | 1     |
| 41       | Hirokane Karima                   | Hong Kong Rangers | 1     |
| 41       | Albert Canal                      | Resources Capital | 1     |
| 41       | Diego Eli                         | Eastern           | 1     |
| 41       | Roberto Orlando Affonso Júnior    | Kitchee           | 1     |
| 41       | João Emir Porto Pereira           | Eastern           | 1     |
| 41       | Naveed Khan                       | Eastern           | 1     |
| 41       | Júnior Goiano                     | Hong Kong Pegasus | 1     |
| 41       | Ho Chun Ting                      | Kitchee           | 1     |
| 41       | Fernando Recio                    | Lee Man           | 1     |
| 41       | Lam ka Wai                        | Hong Kong Rangers | 1     |
| 41       | Ho Yin Wong                       | Happy Valley      | 1     |
| 41       | Liu Yik Shing                     | Resources Capital | 1     |
| 41       | Fábio Lopes Alcântara             | Hong Kong Pegasus | 1     |
| 41       | Law Chun Yan                      | Resources Capital | 1     |
| 41       | Wai Kwok Wong                     | Resources Capital | 1     |
| 41       | Lai Kak Yi                        | Hong Kong Pegasus | 1     |
| 41       | Jean-Jacques Kilama               | Hong Kong Rangers | 1     |
| 41       | Luis Eduardo Chebel Klein Nunes   | Eastern           | 1     |
| 41       | Tomas Maronesi                    | Kitchee SC        | 1     |
| 41       | Law Hiu Chung                     | Hong Kong Pegasus | 1     |
| 41       | Zesh Rehman                       | Southern District | 1     |
| 41       | Wong Chun Hin                     | Hong Kong Rangers | 1     |
| 41       | Ngan Lok Fung                     | Lee Man           | 1     |
| 41       | Tsui Wang Kit                     | Lee Man           | 1     |
| 41       | Clement Benhaddouche              | Kitchee           | 1     |
| 41       | Lau Hok Ming                      | Hong Kong Pegasus | 1     |
| 41       | Razaq Adegbite                    | Happy Valley      | 1     |
| 41       | Cheng King Ho                     | Resources Capital | 1     |
| 41       | Yue Tze Nam                       | Resources Capital | 1     |
| 41       | Yip Cheuk Man                     | Happy Valley      | 1     |